# Nərminə Səmədova
Nərminə Səmədova –también escrito como Narmina Samadova– (4 de diciembre de 1996) es una deportista azerbaiyana que compite en tiro, en la modalidad de pistola. Ganó una medalla de plata en el Campeonato Mundial de Tiro de 2023, en la prueba de pistola de fuego 25 m.

## Palmarés internacional
| Campeonato Mundial | Campeonato Mundial | Campeonato Mundial | Campeonato Mundial    |
| Año                | Lugar              | Medalla            | Prueba                |
| ------------------ | ------------------ | ------------------ | --------------------- |
| 2023               | Bakú (Azerbaiyán)  | Medalla de plata   | Pistola de fuego 25 m |